# Pointe d'Orny
Pointe d'Orny är en bergstopp i Schweiz.   Den ligger i distriktet Martigny och kantonen Valais, i den sydvästra delen av landet, 110 km söder om huvudstaden Bern. Toppen på Pointe d'Orny är 3 270 meter över havet, eller 172 meter över den omgivande terrängen. Bredden vid basen är 1,1 km.
Terrängen runt Pointe d'Orny är huvudsakligen mycket bergig. Närmaste större samhälle är Martigny, 11,4 km norr om Pointe d'Orny. 
Trakten runt Pointe d'Orny är permanent täckt av is och snö. Runt Pointe d'Orny är det glesbefolkat, med 19 invånare per kvadratkilometer.